# Université Rutgers
L'université Rutgers (en anglais, Rutgers University) ou Rutgers, l'université d'État du New Jersey (Rutgers, The State University of New Jersey) est la plus importante université de l'État du New Jersey et l'une des plus importantes universités d'État américaines. Elle est située sur trois campus : le premier à New Brunswick et township de Piscataway, les autres dans les villes de Newark et Camden.

## Historique
Deux décennies après l’inauguration du College of New Jersey (l'actuelle université de Princeton, 1746), un groupe de pasteurs de l’Église réformée en Amérique, église néerlandaise calviniste, désirant marquer leur autonomie en matière religieuse au sein des Treize Colonies, établirent leur propre séminaire, à New Brunswick. Ils le baptisèrent Queen's College, en hommage à la reine Charlotte, conjointe du roi George III du Royaume-Uni.

Armoiries de l'université, forme de quatre quartiers : les armes de la Maison de Nassau, celles du New Jersey, de la reine Charlotte de Mecklembourg-Strelitz, et d'Henry Rutgers

Grâce aux pasteurs Th. J. Frelinghuysen (1691–1747) et J. Rutsen Hardenbergh (1736–1790, premier président de l'établissement), Queen's College obtint le 10 novembre 1766 une charte du gouverneur anglais du New Jersey, William Franklin (1730–1813), fils de Benjamin Franklin. Cette charte instituait un séminaire et une école de latin, avec le statut de classe préparatoire pour l'admission à l'université de l'Etat. L'école de latin, devenue aujourd'hui une école privée (Rutgers Preparatory School), a été intégrée à l'université Rutgers jusqu'en 1959,. Les fondateurs avaient choisi New Brunswick de préférence à Hackensack, parce que les Néerlandais de New Brunswick bénéficiaient de l'appui politique de la population anglicane, ce qui facilitait la reconnaissance officielle  de l'école.

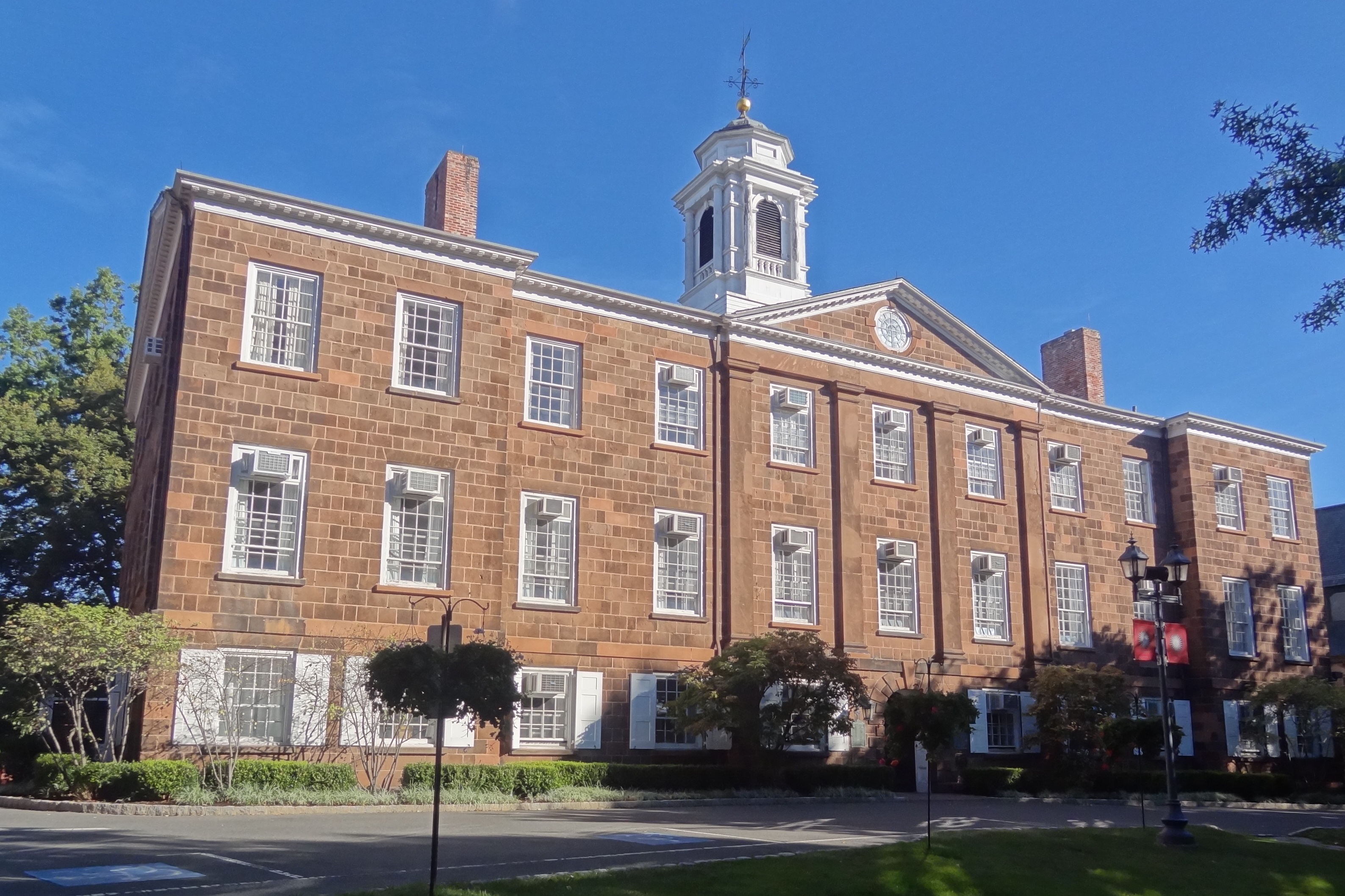
Old Queens, construit entre 1809 et 1825, est le plus ancien bâtiment de l'Université Rutgers; il abrite la direction.

L'ambition de Queen's College était alors d’« enseigner aux jeunes les langues, les arts libéraux, la religion, les arts utiles et les sciences »,,.
Le College n’accueillit ses premiers étudiants qu'en 1771 : une poignée d'élèves sous la direction d'un seul maître. Elle décerna son premier diplôme en 1774 à un certain Matthew Leydt,. Malgré la vocation religieuse de l'établissement, la classe se tenait dans une taverne « À l’enseigne du Lion Rouge ». Lorsqu'éclata la guerre d'Indépendance, les autorités britanniques suspectant les tavernes d'être des foyers de sédition, les cours ne furent plus dispensés que chez des particuliers,.
Le manque de financement força l'établissement à fermer vers 1800. Le conseil envisagea d'abord de fusionner avec le College of New Jersey de Princeton, puis de déménager à New York, avant de parvenir à réunir par souscription, en 1808, la somme de 12 000 $, et de construire ses premiers locaux : Old Queens, conçus par l'architecte John McComb Jr.  Le troisième président de l'école, Ira Condict, en posa la première pierre le 27 avril 1809. Peu après, l'Institut de théologie protestante de Brooklyn, fondé en 1784, déménagea à New Brunswick, pour bénéficier des infrastructures de Queen's College et de l'école de latin. Les trois institutions étaient désormais supervisées par l’Église réformée en Amérique,. 

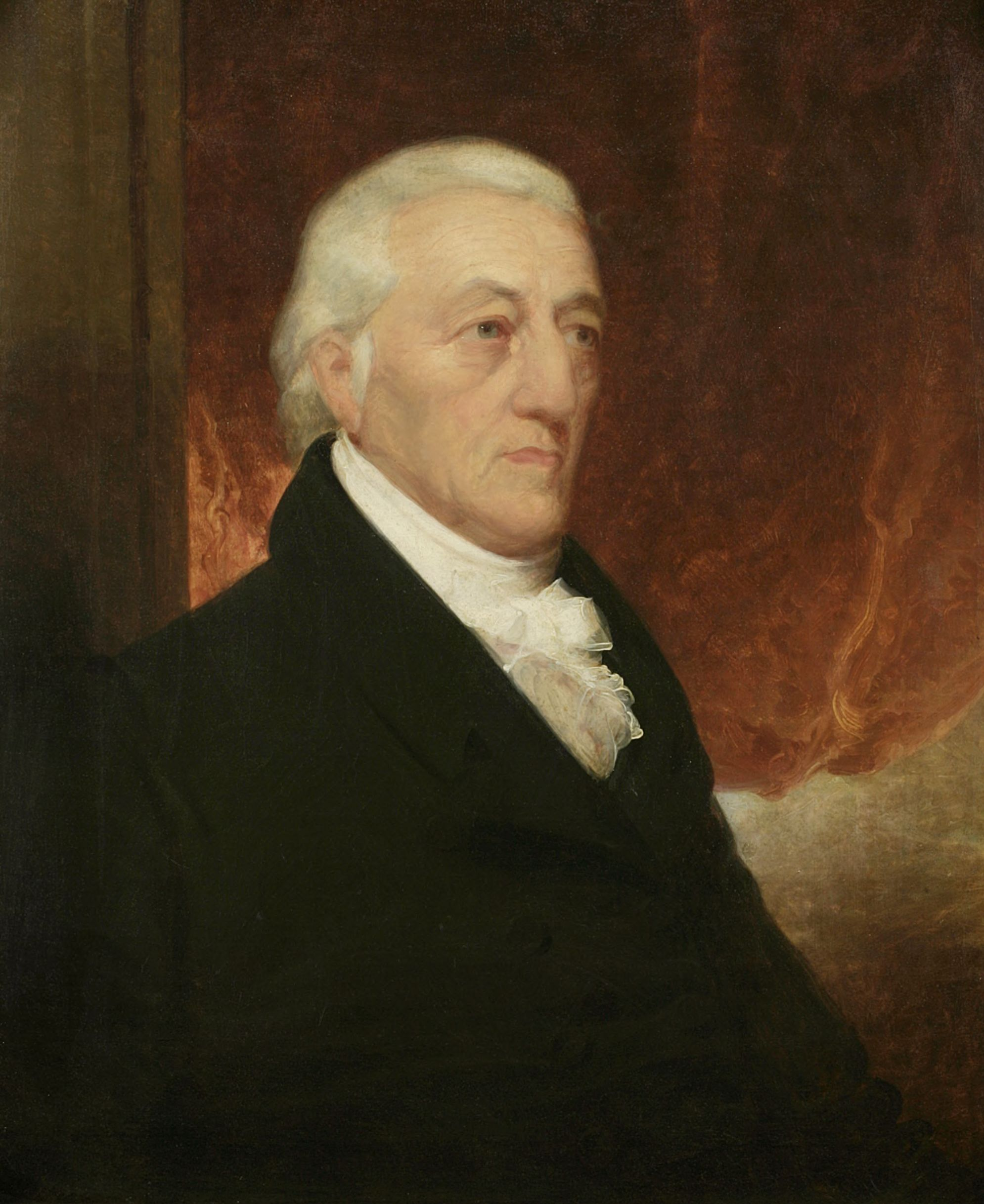
Le colonel Henry Rutgers (1745–1830) fut l'un des premiers bienfaiteurs de l'école de New Brunswick.

Après des années de fermeture, conséquence de la crise économique et de la Guerre anglo-américaine de 1812, Queen's College rouvrit ses portes en 1825 en tant que Rutgers College, en hommage à un héros de la Guerre d'indépendance, Henry Rutgers (1745–1830) qui, selon les gérants de l'université, incarnait la morale chrétienne. Un an après avoir été rebaptisée, l'école bénéficia de deux donations de son bienfaiteur : 200 $ pour la cloche du campanile d’Old Queen's et 5 000 $ qui suffirent à assurer pour longtemps son autonomie financière.
Rutgers College obtint l'agrément du New Jersey en 1864 en vertu de la loi Morrill de 1862 sur la subvention publique des universités : cela permit d'inaugurer une faculté des sciences, avec un département d'agronomie, de génie civil et de chimie,. Cette faculté devait se doter par la suite d'une Station expérimentale d'agronomie (1880), d'une école d'ingénieurs (College of Engineering, 1914) et d'un Institut agronomique, (School of Environmental and Biological Sciences, 1921). Elle accepta en 1918 l'inscription des femmes, avec l'ouverture du Douglass College, et ouvrit son institut de pédagogie en 1924,. Rutgers devenait une université laïque.
En 1945, elle devint l'université de l'État du New Jersey sur décision du parlement de l'État. L'université de Newark en 1946, puis deux institutions dans la ville de Camden (The College of South Jersey et le South Jersey Law School) en 1950, fusionnèrent avec elle.
Dans le domaine sportif, y compris basket-ball et le football américain, les Scarlet Knights de Rutgers (Rutgers Scarlet Knights) défendent les couleurs de l'université Rutgers.
Dans l'académie, Rutgers est connu pour son département de philosophie[source secondaire souhaitée], en 2010 nommé le deuxième meilleur programme de philosophie aux États-Unis par The Philosophy Gourmet.

## Divisions

### Divisions du campus à New Brunswick et Piscataway
- Cook College
- Douglass College
- Livingston College
- Rutgers College (le premier collège à partir duquel l'université s'est développée)
  - Les quatre divisions ci-dessus ont fusionné dans la « School of Arts and Sciences » en 2007.
- University College–New Brunswick (école pour étudiants non-traditionnels)
- College of Nursing
- Edward J. Bloustein School of Planning and Public Policy (Edward J. Bloustein École d'urbanisme et les politiques publiques)
- Ernest Mario School of Pharmacy (seule faculté de pharmacie du New Jersey)
- Graduate School of Applied and Professional Psychology
- Graduate School of Education
- Institute of Marine and Coastal Sciences
- Institute of Jazz Studies
- Mason Gross School of the Arts
- Rutgers Business School–New Brunswick
- School of Communication, Information and Library Studies
- School of Engineering
- School of Management and Labor Relations
- School of Social Work

### Divisions du campus de Rutgers-Camden
- Camden College of Arts & Sciences
- University College-Camden (École pour étudiants non-traditionnels)
- Honors College at Rutgers-Camden
- Rutgers School of Business
- Rutgers School of Law
- Camden Graduate School

### Divisions situées sur les campus de Rutgers-Newark

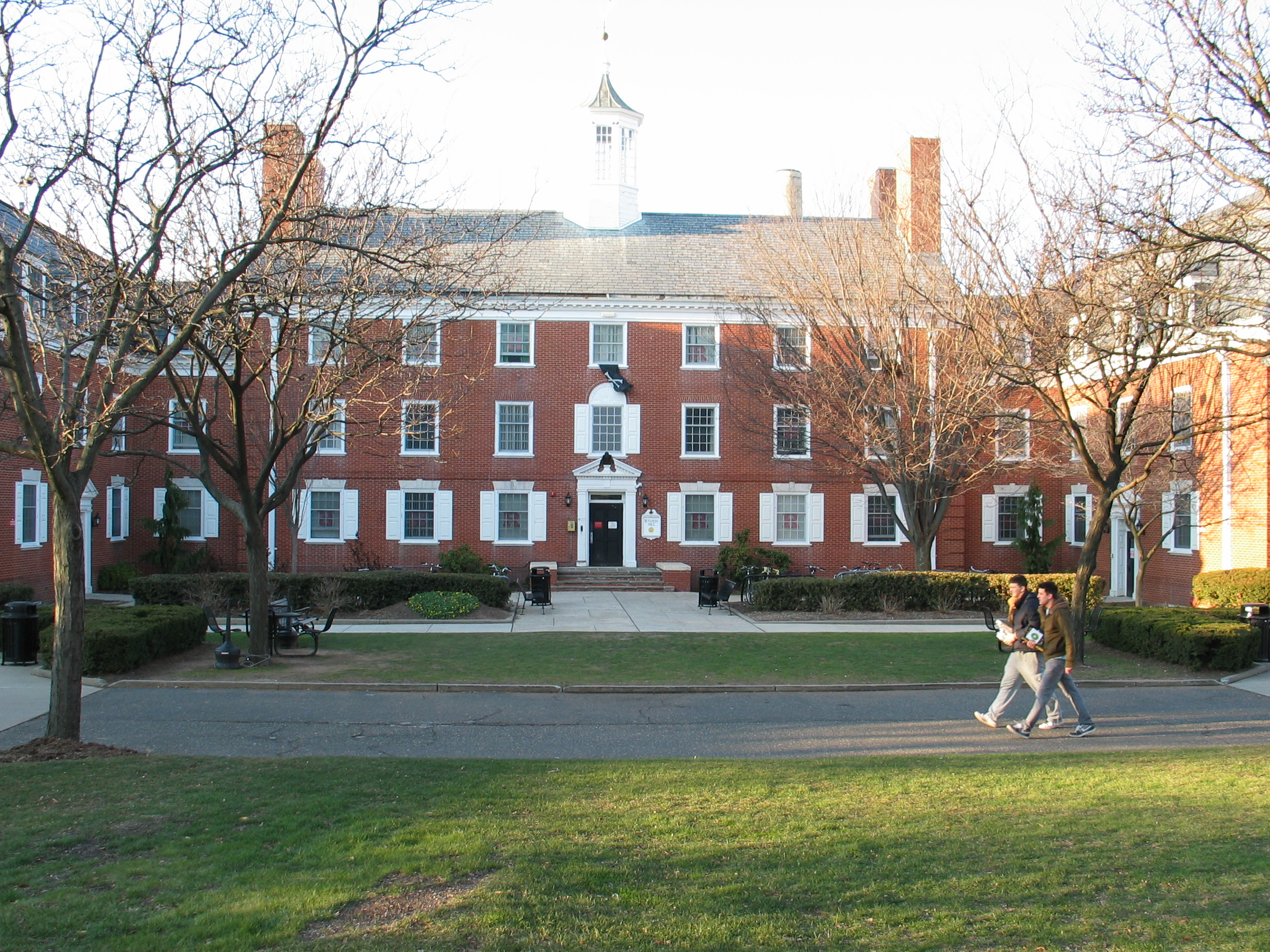
Demarest Hall.

#### Autres
- Zimmerli Art Museum
- The Daily Targum (journal de l'université)
- Rutgers University Press

#### Sport
- Rutgers Stadium
- Louis Brown Athletic Center
- Rutgers Scarlet Knights
- Inside Rutgers Football
- Rutgers Scarlet Knights football

## Personnalités liées à l'université

### Prix Nobel
- Milton Friedman
- Toni Morrison
- Heinrich Rohrer
- Selman Waksman